# استیون اف. ویندن
استیون اِف. ویندن (به انگلیسی: Stephen F. Windon؛ زادهٔ ۲۸ ژانویهٔ ۱۹۵۹) فیلم‌بردار اهل استرالیا است. وی از سال ۱۹۸۸ میلادی تاکنون مشغول فعالیت بوده‌است.
ویندن، با کارگردانانی همچون جاستین لین، دین سملر و برادران روسو، همکاری های متعددی داشته‌است.

## فیلم‌شناسی

### آثار سینمایی
| سال  | نام فیلم                      | کارگردان              | سِمَت       |
| ---- | ----------------------------- | --------------------- | --------- |
| ۱۹۹۳ | عشق در لیمبو                  | دیوید آلفیک           | فیلم‌بردار |
| ۱۹۹۴ | زندگی کشور                    | مایکل بلک‌مور          | فیلم‌بردار |
| ۱۹۹۴ | راپا نوئی                     | کوین رینولدز          | فیلم‌بردار |
| ۱۹۹۷ | پستچی                         | کوین کاستنر           | فیلم‌بردار |
| ۱۹۹۸ | طوفان آتش                     | دین سملر              | فیلم‌بردار |
| ۱۹۹۸ | میهن‌پرست                      | دین سملر              | فیلم‌بردار |
| ۱۹۹۹ | دریای آبی عمیق                | رنی هارلین            | فیلم‌بردار |
| ۲۰۰۴ | آناکونداها: شکار ارکیده خونین | دوولیت اچ لیتل        | فیلم‌بردار |
| ۲۰۰۵ | خانه مومی                     | ژائومه کولت-سرا       | فیلم‌بردار |
| ۲۰۰۶ | سریع و خشمگین ۳               | جاستین لین            | فیلم‌بردار |
| ۲۰۱۱ | سریع و خشمگین ۵               | جاستین لین            | فیلم‌بردار |
| ۲۰۱۱ | سوزن                          | جان وی سوتو           | فیلم‌بردار |
| ۲۰۱۳ | جی. آی. جو: تلافی             | جان ام. چو            | فیلم‌بردار |
| ۲۰۱۳ | سریع و خشمگین ۶               | جاستین لین            | فیلم‌بردار |
| ۲۰۱۵ | سریع و خشمگین ۷               | جیمز وان              | فیلم‌بردار |
| ۲۰۱۶ | فراتر از پیشتازان فضا         | جاستین لین            | فیلم‌بردار |
| ۲۰۱۷ | سریع و خشمگین ۸               | اف. گری گری           | فیلم‌بردار |
| ۲۰۲۰ | سونیک خارپشت                  | جف فاولر              | فیلم‌بردار |
| ۲۰۲۱ | سریع و خشمگین ۹               | جاستین لین            | فیلم‌بردار |
| ۲۰۲۲ | مرد خاکستری                   | آنتونی روسو و جو روسو | فیلم‌بردار |
| ۲۰۲۳ | سریع و خشمگین ۱۰              | لویی لتریر            | فیلم‌بردار |
| ۲۰۲۵ | الکتریک استیت                 | آنتونی روسو و جو روسو | فیلم‌بردار |
| ۲۰۲۵ | مورتال کامبت ۲                | سایمون مک‌کوید         | فیلم‌بردار |

### آثار تلویزیونی
| سال  | نام فیلم         | سِمَت       |
| ---- | ---------------- | --------- |
| ۱۹۸۹ | مأموریت: غیرممکن | فیلم‌بردار |